# لوسیوس آکیس
لوسیوس آکیس (انگلیسی: Lucius Accius; ‎/ˈækiəs/‎; ۱۷۰ پیش از میلاد – c. ۸۶ پیش از میلاد) شاعر، نمایشنامه‌نویس، و نویسنده اهل روم باستان بود.